# Axel Nicolai Herlofson

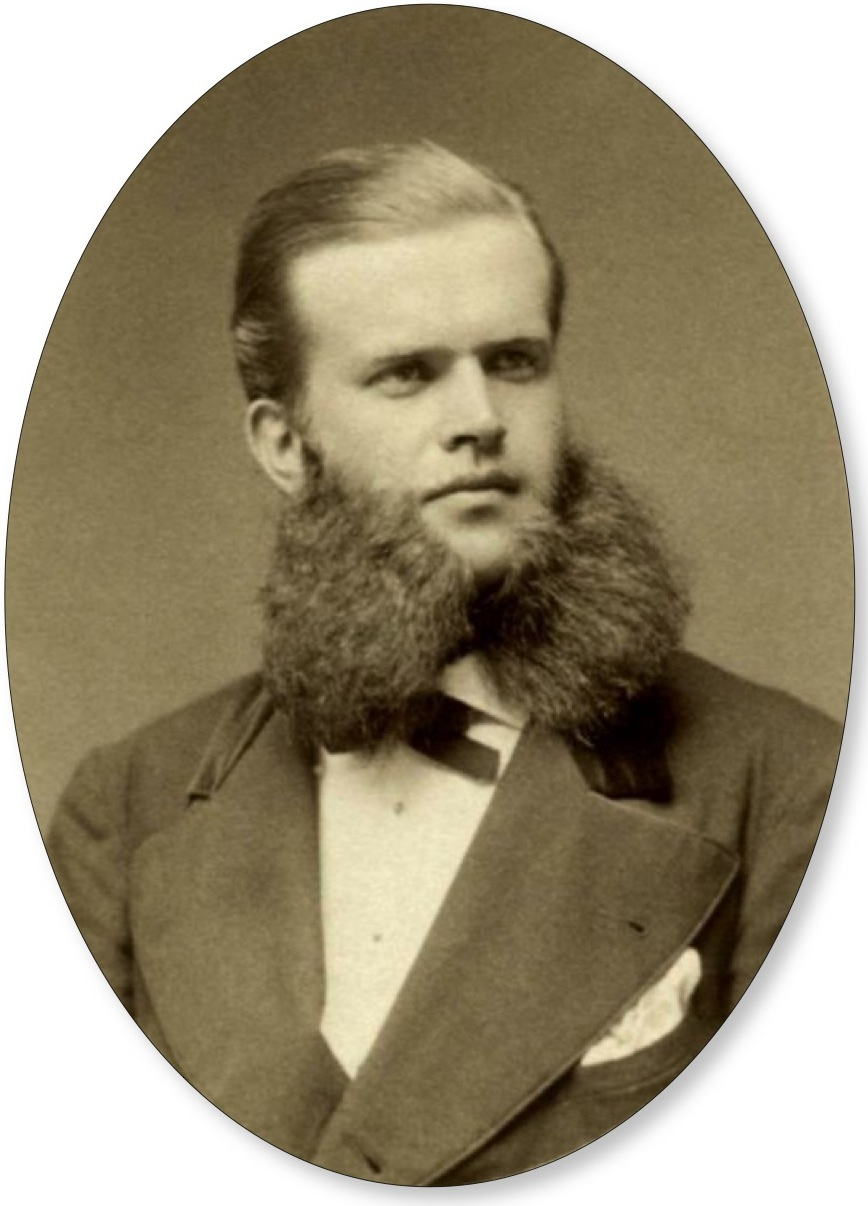
Axel Nicolai Herlofson

Axel Nicolai Herlofson (* 29. August 1845 in Østre Moland; † 1910 in Christiania) war ein norwegischer Bankier und verurteilter Betrüger.

## Leben
Herlofson wurde insbesondere durch den so genannten Arendal-Crash bekannt, der die Arendal-Privatbank betraf, die Herlofson 1874 mitgegründet hatte.
1886 ging die Bank bankrott und Herlofson wurde des Betruges überführt und zu sechs Jahren Strafarbeit verurteilt. Er hatte jahrelang Kunden und Mitarbeiter um ihr Geld gebracht.
Der Bankencrash führte dazu, dass Arendal ihre Rolle als wichtige Handelsstadt in Südnorwegen verlor.